# Brime de Sog (kommunhuvudort)
Brime de Sog är en kommunhuvudort i Spanien.   Den ligger i provinsen Provincia de Zamora och regionen Kastilien och Leon, i den nordvästra delen av landet, 270 km nordväst om huvudstaden Madrid. Brime de Sog ligger 764 meter över havet och antalet invånare är 203.
Terrängen runt Brime de Sog är platt. Runt Brime de Sog är det glesbefolkat, med 12 invånare per kvadratkilometer. Närmaste större samhälle är San Pedro de Ceque, 2,9 km sydväst om Brime de Sog. Trakten runt Brime de Sog består till största delen av jordbruksmark.